# Gråstenslav
Gråstenslav (Aspicilia cinerea) är en grå skorplav som växer på stenar och berghällar. Lavens grå utseende och skorplika bål gör den ganska oansenlig i jämförelse med många andra lavar, men den är trots att den kanske inte alltid uppmärksammas en vanlig lavart och ger ofta karaktär åt stenen den växer på. Dess vetenskapliga artepitet cineria kommer av cinereus som uttytts som "askgrå".
Gråstenslav har ansetts som en bra färglav av Johan Peter Westring i Svenska lafvarnas färghistoria. Men laven är svår att samla in i tillräcklig mängd eftersom den sitter mycket hårt fast vid underlaget.

## Beskrivning
Gråstenslaven är en skorplav och har en bål som bildar som en skorpa över underlaget. Färgen är grå och bålen är uppsprucken i ett rutigt mönster. Nedsänkta i bålen finns svarta apothecier (fruktkroppar). Ofta växer gråstenslaven kant i kant med andra gråstenslavar och arten kan med tiden komma att dominera underlaget. 

## Ekologi
Gråstenslaven är en stenlav som trivs på luftiga och ljusa platser, till exempel lite öppnare skogar och hällmarker och den kan återfinnas på resta stenar. Laven undviker kalksten och i kalktrakter är därför dess förekomst sparsam, annars är den allmän.